# 일요아침드라마
| 월요일        | 화요일        | 수요일        | 목요일        | 금요일        | 토요일        | 일요일        | 월요일~금요일 | 토요일~일요일 | 일요아침 |
| 월요일~화요일 | 월요일~화요일 | 수요일~목요일 | 수요일~목요일 | 금요일~토요일 | 금요일~토요일 | 토요일~일요일 | 월요일~금요일 | 토요일~일요일 | 일요아침 |

일요아침드라마는 일요일 아침 시간대에 방송되는 텔레비전 드라마이다.

## 대한민국
- KBS 1TV 일요 아침 드라마
- KBS 2TV 일요 아침 드라마
- MBC 일요 아침 드라마
- SBS 일요 아침 드라마